# Marie de Windisch-Graetz
La princesse Marie de Windisch-Graetz (11 décembre 1856 - 9 août 1929) est une noble autrichienne. Elle est la fille de Hugo, prince de Windisch-Grätz (lui-même fils de Weriand, prince de Windisch-Graetz et de la princesse Maria Eleonore Carolina de Lobkowicz) et de la duchesse Louise de Mecklembourg-Schwerin (elle-même fille aînée du grand-duc Paul Frederick et de la princesse Alexandrin de Prusse).

## Biographie
La princesse Marie est née Marie Gabriele Ernestine Alexandra à Vienne en 1856. À Schwerin, le 5 mai 1881, elle épouse son cousin germain, le duc d'origine allemande Paul-Frédéric de Mecklembourg, deuxième fils de Frédéric-François II de Mecklembourg-Schwerin, et de son épouse, Augusta de Reuss-Köstritz . Le couple a trois enfants survivants, qui sont tous élevés comme catholiques, la religion de Marie, et mènent une vie tranquille à Venise, où ils se lient d'amitié avec le cardinal Sarto (plus tard Pie X), qui rend souvent visite à la famille et est leur conseiller spirituel .
Le 21 avril 1884, le duc Paul Frederick reporte ses droits de succession et ceux de ses fils sur le Mecklembourg-Schwerin en faveur de ses jeunes frères et de leurs fils, afin qu'ils aient préséance sur lui et les siens . En 1887, son mari, élevé comme luthérien, se convertit au catholicisme romain, la religion de sa femme et de leurs enfants communs .
Marie de Windisch-Graetz effectue plusieurs fouilles archéologiques en Autriche et en Carniole, notamment des fouilles sur le site archéologique de Hallstatt à Vače. Certains des artefacts sont vendus aux musées de Harvard, d'Oxford et de Berlin par sa fille, la duchesse Marie-Antoinette de Mecklembourg .
En 1906, après avoir soulevé les préoccupations de son neveu Frédéric François IV, grand-duc de Mecklembourg, au sujet de ses dépenses, le duc Paul Frédéric et sa femme reçoivent l'ordre de soumettre les dépenses au contrôleur de la maison royale.
Le duchesse Marie est morte à Ludwigslust, où elle et son mari sont tous deux enterrés dans le mausolée Louise (de).

## Enfants
- Duc Paul-Frédéric de Mecklembourg (de) (1882-1904)
- Duchesse Marie Louise de Mecklembourg (1883–1883)
- Duchesse Marie-Antoinette de Mecklembourg (de) (1884-1944)
- Le duc Henri-Borwin de Mecklembourg (de) (1885–1942) épouse 1. Elizabeth Tibbits Pratt (1860-1928); 2. Natalia Oelrichs (1880-1931) et 3. Karola Ernestine von Alers (de) (1882-1974), fille de Wilhelm Karl Georg von Alers et d'Adélaïde Marie Pauline Ernstine von Chamisso de Boncourt (de).
- Duc Joseph de Mecklembourg (1889–1889)